# Acraea bellehui
Acraea bellehui är en fjärilsart som beskrevs av Robert H. Carcasson 1961. Acraea bellehui ingår i släktet Acraea och familjen praktfjärilar. Inga underarter finns listade i Catalogue of Life.